# Бой при Хайнау (1813 год)
Бой при Хайнау (фр. Combat d’Haynau) 26 мая 1813 года был последним боестолкновением перед Плейсвицким перемирием между войсками армии Наполеона и русско-прусской объединённой армией (авангардом колонны Лористона армии Наполеона под командованием Мезона и арьергардом правой колонны русско-прусской объединённой армии под командованием Блюхера).

## Предыстория
На другой день после сражения при Бауцене генерал Витгенштейн подал императору Александру I прошение об отставке с поста командующего объединённой русско-прусской армии. Его место занял Барклай-де-Толли. 25 мая для обсуждения диспозиции и дальнейших действий Барклай убыл в город Яуэр — место нахождения главной квартиры. Блюхер — командир правой колонны объединённой армии — решил в отсутствии командующего нанести неожиданный, резкий удар по авангарду наполеоновской армии. Колонна маршала Лористона двигалась в сторону Бунцлау по лигницкой дороге. Дивизия Мезона в составе 8-ми батальонов с 18 орудиями следовала во главе колонны. На небольшом расстоянии за Мезоном следовали основные силы корпуса Лористона. Правее, немного отставая, следовал корпус Ренье. В то же время правая колонна объединённой русско-прусской армии медленно отступала к Бунцлау, прикрываемая арьергардами Клейста и Чаплица.

## План операции
С целью осуществления неожиданной атаки, прусский офицер Рюле фон Лилиенштерн произвёл рекогносцировку местности и составил проект засады на основе которого генерал Гнейзенау разработал подробный план внезапного нападения. Для устройства засады было выделено два отряда : первый отряд — кавалерия Дольфса находился в 5 верстах от Хайнау на южной стороне дороги в Лигниц, другой отряд — силезских гусар Цитена у Баудмансдорфа (за ветряной мельницей) в 3,5 верстах от Хайнау, также на южной стороне дороги . Пехота Цитена и арьергард Чаплица находились скрытно у Добершау по обеим сторонам дороги. Арьергард полковника Муциуса должен был при появлении французов из Хайнау ускоренно отступить и выманить последних на равнину. Всего в операции было задействовано русско-прусских сил: 6 тыс. пехоты и 4 тыс. кавалерии, 48 конных и 8 пеших орудий. Командование над указанными силами было поручено генералу Цитену. Сигналом к общему нападению служил поджог ветряной мельницы у Баумансдорфа.

## Ход боя
26 мая в 15 часов дивизия Мезона выступила из Хайнау, миновала Михельсдорф и, пройдя ещё версту в 18 часов, остановилась: необходимо было дождаться подхода корпуса Ренье. Арьергарды донесли Блюхеру о сближении корпуса Ренье с частями Мезона. Оценивая обстановку, Блюхер приказал полковнику Дольфсу идти в атаку. Часть его сил была оставлена у Баумансдорфа на случай появления войск Ренье. С остальными тремя полками Дольфс двинулся рысью к Михельсдорфу. В то же время Цитен двинул силезских гусар с конной батареей и приказал зажечь мельницу. По этому сигналу 27 эскадрон двинулись на неприятеля. Три конные батареи открыли огонь картечью. Мезон приказал войскам построиться в каре. Однако, этого сделать не удалось: на беспорядочные массы ударила кавалерия. Несколько французских батальонов было изрублено. Была потеряна почти вся артиллерия. Кавалерия Блюхера брала пленных «толпами». Бой продолжался четверть часа. В деле успели принять участие лишь 15 эскадрон Дольфиса, 4 эскадрона Муциуса с 24 конными орудиями. Однако сам Долфис «заплатил жизнью за славный подвиг» .

## Потери сторон
Французы потеряли до 1000 человек убитыми и раненными, 400 пленными. Были потеряны 18 орудий с 32 зарядными ящиками. Три орудия были взяты русскими.
Объединённая армия: 70 прусских военнослужащих, потери русских были ничтожны.

## Последствия
Итог боя заставил Наполеона умерить пыл преследования объединённой русско-прусской армии. Выиграв оба сражения при Лютцене и Бауцене, Наполеон не сумел разбить объединённую армию. Исход боев «стал большим разочарованием». Понеся значительные потери, Наполеон всего лишь оттеснил союзную армию вдоль линии отступления.
 Перед Наполеоном предстала кавалерия союзников, сильно превосходящая его собственную …  
Учитывая обстановку, Наполеон пришел к выводу о необходимости заключить с неприятелем Плейсвицкое перемирие, с тем, чтобы восстановить кавалерию, привести в порядок измотанную в боях армию. Необходимо было не допустить присоединение Австрии к объединённой армии и возобновить переговоры с Александром I о мире.